# عبدالله الموتی
عبدالله الموتی (بنگالی: আবদুল্লাহ আল মুতী শরফুদ্দিন; زاده ۱ ژانویهٔ ۱۹۳۰ – درگذشته ۳۰ نوامبر ۱۹۹۸) که همچنین به عنوان «عبدالله آل موتی» نیز شناخته می‌شد متکلم، نویسنده اهل بنگلادش بود. وی ایده‌های علمی سخت را با روشی آسان و مناسب برای کودکان و نوجوانان می نوشت. او نخستین نویسنده بنگلادشی شد که در سال ۱۹۸۳ برنده جایزه کالینگو یونسکو شد.
وی همچنین برندهٔ جوایزی همچون اکوشی پاداک شده‌است.